# Емерік Єней
Емерік Єней (рум. Emerich Jenei, угор. Jenei Imre, нар. 22 березня 1937, Агріш) — румунський футболіст угорського походження, що грав на позиції опорного півзахисника. По завершенні ігрової кар'єри — тренер. Він вважається одним із найкращих тренерів Румунії, поряд зі Штефаном Ковачем, Мірчею Луческу та Ангелом Йорденеску.
Як гравець і тренер, він є легендою «Стяуа», провівши у ній загалом двадцять два роки. За свою ігрову кар'єру він тричі вигравав з нею чемпіонат країни, а як тренер додав ще п'ять титулів. Він також є творцем найбільшого міжнародного успіху «Стяуа» в її історії — у 1986 році команда під його керівництвом виграла перший і єдиний Кубок чемпіонів УЄФА. Крім того, він двічі, у 1986—1990 та в 2000 роках, був тренером збірної Румунії, і його діяльність припадає на початок і кінець найкращого покоління національної збірної в її історії. На турнірах, де Румунією керував Єней — чемпіонат світу 1990 року та чемпіонат Європи 2000 року — вона двічі виходила з групи, при чому в обох випадках вперше у своїй історії.

## Клубна кар'єра
Народився 22 березня 1937 року в місті Агрішу-Маре, жудець Арад в Румунії, у сім'ї етнічних угорців. Будучи дитиною, разом із сім'єю переїхав до Угорщини у місто Лошонц (нині Лученець, Словаччина), тому що його батько не хотів служити в румунській армії. Пізніше батько став угорським солдатом, але після закінчення війни не повернувся додому, і Єней з матір'ю повернулись до Румунії у місто Арад. Через два роки, коли вони повернулися до старого будинку, батько Єнея, що був у полоні, несподівано повернувся. Мати Єнея померла, коли йому було лише 12 років. До початку своєї професійної футбольної кар'єри Єней хотів стати юристом.
У дорослому футболі дебютував 1955 року виступами за команду «Фламура Рошиє» з Араді, в якій провів два сезон, взявши участь у 21 матчі чемпіонату. Своєю грою за цю команду привернув увагу представників тренерського штабу клубу «Стяуа», до складу якого приєднався 1957 року. Відіграв за бухарестську команду наступні тринадцять сезонів своєї ігрової кар'єри. Більшість часу, проведеного у складі «Стяуа», був основним гравцем команди і за цей час став з командою триразовим чемпіоном Румунії та чотириразовим володарем Кубка Румунії.
1969 року він залишив Румунію, оскільки комуністична влада дозволила кільком гравцям виїхати за кордон. Серед них був і 32-річний Єней, який забив 9 м'ячів у 275 іграх першого дивізіону та 15 разів зіграв у Кубку європейських чемпіонів. Для офіційних аматорів, якими були усі футболісти Східного блоку, це означало бажану можливість не лише побачити світ, а й отримати відносно непогані заробітки у твердій валюті. Новим клубом для Емеріка став турецький «Кайсеріспор», за який півзахисник виступав протягом 1969—1971 років. 1971 року Єней закінчив кар'єру гравця.

## Виступи за збірну
26 квітня 1959 року дебютував в офіційних матчах у складі національної збірної Румунії в грі відбору на чемпіонат Європи 1960 року проти Туреччини (0:2)
Виступав за олімпійську збірну Румунії на літніх Олімпійських іграх у 1964 році в Японії, де зіграв у двох матчах, а Румунія посіла 5-е місце.
Загалом протягом кар'єри у збірній, по 6 матчів за національну і олімпійську команду.

## Кар'єра тренера
Повернувшись із Туреччини, Єней був призначений помічником тренера «Стяуа» Георге Константіна на початку сезону 1972/73. 1975 року Емерік сам був призначений на посаду головного тренера і посів 5 місце в чемпіонаті, свій перший чемпіонський титул як тренер він виграв уже наступного, 1976 року, а в 1977 став віце-чемпіоном Румунії. Він виграв ще один чемпіонський титул у 1978 році, але наприкінці сезону був замінений Георге Константіном.
У сезоні 1978/79 Єней тренував «Біхор», але команда закінчила сезон на останньому місці, і в результаті тренер був звільнений. У 1981 році Емерік очолив «Тирговіште», а на початку сезону 1982/83 повернувся до «Стяуа». Після двох років, за які не вдалося виграти чемпіонат, він був знову відправлений у відставку, але був повернутий через чотири місяці. У 1985 році він виграв чемпіонат, а наступного сезону привів «Стяуа» до перемоги у фіналі Кубка європейських чемпіонів у матчі проти «Барселони» у травні 1986 року. Основний час матчу завершився внічию, а у серії пенальті сильнішими виявились румуни завдяки своєму голкіперу Гельмуту Дукадаму, який не пропустив жодного післяматчевого пенальті, принісши «Стяуа» звання найсильнішої команди Європи, крім того це був перший успіх команди з соцтабору у турнірі.
Того ж літа Єней був призначений головним тренером збірної Румунії спільно з Мірчею Луческу і дебютував у матчі проти Норвегії. Луческу був звільнений через деякий час і Єней став єдиним тренером національної збірної. Він не пройшов кваліфікацію до Євро-1988 (у підсумку їй не вистачало лише одного очка), але вивів команду у фінальну частину чемпіонату світу 1990 року. Це був перший досвід Румунії виступу на чемпіонаті світу протягом останніх двадцяти років. На самому «мундіалі» румуни зуміли вийти зі складної групи після перемоги над СРСР (2:1) та нічиї з Аргентиною (1:1), але в 1/8 фіналу несподівано програли в серії пенальті Ірландії (0:0, пен. 4:5), після чого Єней покинув збірну. У період із серпня 1986 року по червень 1990 року Єней провів із командою 39 ігор, у тому числі здобувши дві пам'ятні перемоги у матчах проти Іспанії у 1987 році та Італії 1989 року. При цьому саме в команді Єнея сформувалось молоде покоління гравців, народжених у другій половині 1960-х років, яке стало одним з найкращих в історії румунського футболу: Георге Хаджі, Флорін Редучою, Георге Попеску та Йоан Лупеску. Після чемпіонату світу повернувся до «Стяуа» у квітні 1991 року вчетверте, але був звільнений вже у грудні того ж року.
На початку 1992 року Єней очолив збірну Угорщини, з якою виграв Кубок Кірін у 1993 році, але не зумів вивести команду на чемпіонату світу 1994 року і 1993 року був замінений Ференцем Пушкашем. Всього Єней керував угорською збірною у 14 іграх (6 перемог, 4 нічиї, 4 поразки) Того ж року недовго працював з угорським клубом «Фехервар».

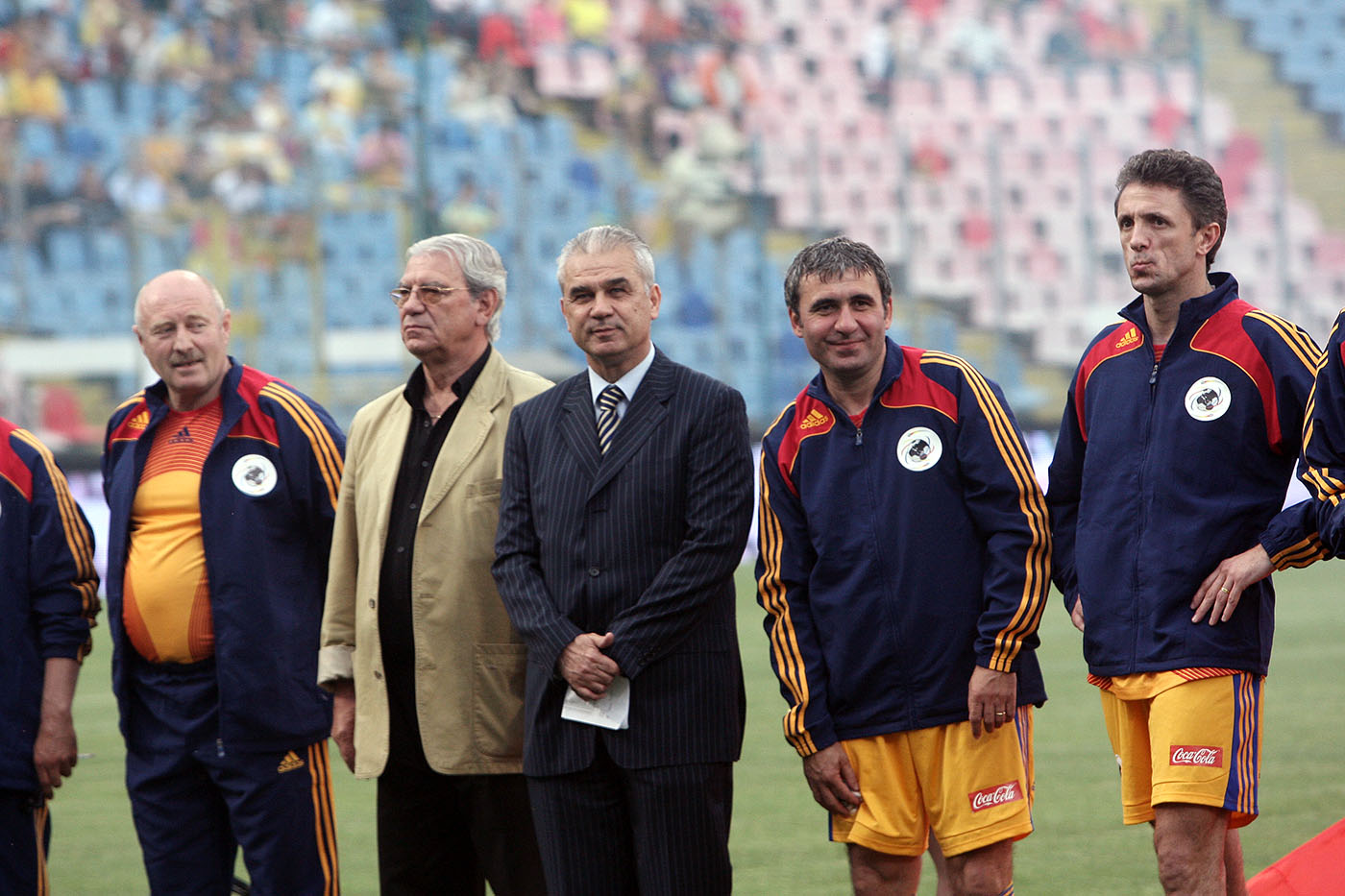
Легенди румунського футболу Емерік Єней, Ангел Йорденеску, Георге Хаджі та Георге Попеску (чотири ліворуч) у 2008 році.

У серпні 1993 року Еней вп'яте став тренером «Стяуа» і виграв з командою рекордне п'яте чемпіонство. Надалі у сезоні 1995/96 тренував грецький клуб «Паніоніос» з Неа-Смірні.
1996 року Єней був призначений головним тренером «Університаті» (Крайова), але був звільнений після того, як провів з командою всього десять ігор.
У жовтні 1998 року роки Емерік повернувся до «Стяуа» вшосте і востаннє, керуючи командою до квітня 2000 року.
2000 року Єней знову став тренером збірної Румунії. Команда вже кваліфікувалася на чемпіонат Європи 2000 року у Бельгії та Нідерландах під керівництвом попереднього тренера Віктора Піцурке, але через місяць після цього у групи гравців виник конфлікт з тренером. Георге Хаджі поставив керівництву федерації ультиматум: або Піцурке, або він піде. Тож тренера звільнили, а на його місце призначили 63-річного Єнея. На чемпіонаті румуни знову потрапили до складної групи, але перемогли Англію (3:2), зіграли внічию з Німеччиною (1:1) і поступилися Португалії (0:1), завдяки чому вперше в своїй історії вийшли до наступного раунду. У чвертьфіналі румуни програли майбутнім фіналістам турніру Італії (0:2). Загалом під час другого перебування біля керма збірної вона зіграла 11 матчів.
У червні 2000 року Єней вирішив піти зі спорту. Після цього він був президентом, а потім спортивним директором «Біхора», а також працював у Румунській федерації футболу.

## Титули і досягнення

### Як гравця
- Чемпіон Румунії (3):

«Стяуа»: 1959/60, 1960/61, 1967/68
- Володар Кубка Румунії (4):

«Стяуа»: 1961/62, 1965/66, 1966/67, 1968/69

### Як тренера
- Чемпіон Румунії (5):

«Стяуа»: 1975/76, 1977/78, 1984/85, 1985/86, 1993/94
- Володар Кубка Румунії (3):

«Стяуа»: 1975/76, 1984/85, 1998/99
- Володар Кубка чемпіонів УЄФА (1):

«Стяуа»: 1985/86

## Особисте життя
Був одружений з Іляною Дюлай, колишньою фехтувальницею, чемпіонкою світу 1969 року та бронзовою призеркою Олімпійських ігор 1968 та 1972 років. Вони мають доньку Христину. Єней також має сина на ім'я Келін від першої дружини, румунської актриси Васіліки Тастаман.
8 травня 1998 року полковнику Міністерства національної оборони у відставці Емеріку Єнею було присвоєно звання бригадного генерала (з однією зіркою).
25 березня 2008 року президент Румунії Траян Бесеску нагородив його орденом «за Спортивні заслуги» II ступеню (рум. Meritul Sportiv) за перемогу у фіналі Кубка європейських чемпіонів 1986 року.